# Gare de Bazancourt
La gare de Bazancourt est une gare ferroviaire française de la ligne de Soissons à Givet, située sur le territoire de la commune de Bazancourt, à proximité du centre bourg, dans le département de la Marne en région Grand Est. 
Elle est mise en service en 1858 par la Compagnie des chemins de fer des Ardennes. Fermée aux voyageurs en 1967, elle est réaménagée et remise en service en 2008. C'est une halte voyageurs de la Société nationale des chemins de fer français (SNCF), desservie par des trains TER Grand Est.

## Situation ferroviaire
Établie à 77 mètres d'altitude, la gare de Bazancourt est située au point kilométrique (PK) 71,697 de la ligne de Soissons à Givet, entre les gares ouvertes de Reims et Rethel. C'est une gare de bifurcation avec la ligne de Bazancourt à Challerange, ouverte au fret entre Bazancourt et Dontrien.

## Histoire
La station de Bazancourt est mise en service le 10 juin 1858 par la Compagnie des chemins de fer des Ardennes lorsqu'elle ouvre la section de ligne de Reims à Réthel. Le 1er janvier 1864, cette compagnie fusionna avec la Compagnie des chemins de fer de l'Est.
La gare de Bazancourt devient une gare de bifurcation le 11 mai 1872, lors de l'inauguration de la ligne de Bazancourt à Bétheniville, construite Compagnie du chemin de fer de la Suippe et exploitée par la Compagnie des chemins de fer de l'Est. Ceux-ci prolongèrent cette ligne vers Challerange en 1886.
Le bâtiment voyageurs, identique à celui de la gare d'Amagne - Lucquy et à celui de la gare d'Onville, pourrait avoir été construit par la Compagnie des Ardennes lors de l'ouverture de la ligne  ou avoir été réalisé par après par la Compagnie des chemins de fer de l'Est ultérieurement, lors de l'ouverture de la ligne vers Béthenville et Challerange ; il est en effet identique à des gares (Onville, Bologne (Haute-Marne)) construites sur des lignes sans rapport avec la Compagnie des Ardennes.
Il s'agit d'un bâtiment rectangulaire à deux étages de cinq travées sous toiture à deux croupes ; la travée médiane est séparée des autres par une paire de discrets pilastres.
Ce bâtiment ne survécut pas à la Première Guerre mondiale. Un grand bâtiment type « Reconstruction » a été construit après la guerre.
Il s'agit d'un bâtiment standard correspondant à la plus grande des trois variantes de ce type. Il comporte une partie haute en forme de T à deux étages sous toiture à demi-croupes avec des corniches à consoles. La partie basse, dévolue aux voyageurs consiste en une aile basse cinq travées sous un toit à deux pans. Tous les percements du rez-de-chaussée recourent à des arc bombés, ornés de brique rouge ; le soubassement est en béton.
La gare est fermée au trafic voyageurs en 1967.
Le projet d'ouverture d'une halte ferroviaire, dans l'ancienne gare, est inscrit dans le plan État-région Champagne-Ardenne 2000-2006 du 29 septembre 2000. La mise en enquête publique est officialisée par l'arrêté préfectoral du 15 novembre 2007, elle est réalisée entre le 17 décembre 2007 et le 18 janvier 2008 et donne lieu à un avis favorable du commissaire enquêteur. La déclaration d'intérêt général est signée le 5 mars 2008 et publiée au BO no 25 de mai 2008.
Le 1er septembre 2008 a lieu la mise en service de la nouvelle halte. Le premier train TER s'est arrêté à 6 h 42, le maire de la commune, Yannick Kerharo, salua le conducteur, Thierry Roulot, et le chef de gare, David Ratto, qui ne s'occupe que du trafic des marchandises. Seul un jeune apprenti attendait le train, mais plusieurs personnes concernées par cette réouverture étaient également présentes, notamment, Michel Jayer le président de l'APOGERR (Associarion Pour l'Ouverture des Gares Entre Reims et Rethel), association militant pour la réouverture de gares, Monique Savart, de la famille de Gabriel Savart chef de gare lors de la fermeture, et Michel Coutin ancien cheminot à Bazancourt.
Lors de l'inauguration, le 4 octobre 2008, une plaque installée dans le souterrain est dévoilée et une rame TER portant les couleurs de la commune est baptisée. Le mois de fonctionnement a confirmé l'intérêt de cette halte, elle a accueilli environ 250 voyageurs par jour et 800 titres de transports ont été achetés sur le point de vente situé chez un commerçant du bourg.

## Fréquentation
Selon les estimations de la SNCF, la fréquentation annuelle de la gare figure dans le tableau ci-dessous.
| Année                      | 2015    | 2016    | 2017    | 2018    | 2019    | 2020    | 2021    | 2022    | 2023    | 2024    |
| -------------------------- | ------- | ------- | ------- | ------- | ------- | ------- | ------- | ------- | ------- | ------- |
| Voyageurs                  | 173 383 | 179 649 | 186 025 | 165 165 | 174 023 | 176 338 | 214 092 | 298 712 | 368 427 | 397 871 |
| Voyageurs et non voyageurs | 216 728 | 224 561 | 232 532 | 206 456 | 217 529 | 216 673 | 267 616 | 373 390 | 460 533 | 497 339 |

## Service des voyageurs

### Accueil
Halte SNCF, c'est un point d'arrêt non géré (PANG) à entrée libre.

### Desserte
Bazancourt est desservie par des trains TER Grand Est qui effectuent des missions entre les gares de Reims (ou Champagne-Ardenne TGV, ou Épernay) et Sedan.

### Intermodalité
Un parc pour les vélos et un parking pour les véhicules sont aménagés. Un service d'autocars relie la gare aux communes de Boult-sur-Suippe, Isles-sur-Suippe, Warmeriville et Heutrégiville.

## Service des Marchandises
Cette gare est ouverte au service du fret, « limité aux transports par train en gare ».